# Cray CS6400
Cray Superserver 6400 или CS6400 — снятая с производства мультипроцессорная компьютерная система, производившаяся Cray Research Superservers, Inc., дочерней компанией Cray Research, и запущенная в 1993 году. CS6400 также продавался как Amdahl SPARCsummit 6400E.
CS6400 (кодовое название SuperDragon во время разработки) заменил более раннюю систему на основе SPARC Cray S-MP, разработанную Floating Point Systems. Однако в CS6400 использована межпроцессорная шина с коммутацией пакетов, также используемая в системах Sun Microsystems SPARCcenter 2000 (Dragon) и SPARCserver 1000 (Baby Dragon или Scorpion) Sun4d. Эта шина возникла в многопроцессорной рабочей станции Xerox Dragon, разработанной в Xerox PARC. CS6400 был доступен с процессорами SuperSPARC-I с частотой 60 МГц или SuperSPARC-II с частотой 85 МГц, максимальная ёмкость ОЗУ составляла 16 ГБ.
Другие функции, общие для серверов Sun, включали использование того же микропроцессора SuperSPARC и операционной системы Solaris. Однако CS6400 может быть сконфигурирован с 4-64 процессорами на четырёхканальных шинах XDBus на частоте 55 МГц, по сравнению с максимумом SPARCcenter 2000 в 20 процессоров на двух шинах XDBus на частоте 40 или 50 МГц и максимумом в 8 процессоров SPARCserver 1000 на одной шине XDBus.
Важной отличительной особенностью CS6400, которая не была разделена между Sun SPARCcenter и SPARCserver, было то, что каждая система неизменно оснащалась внешним Системным служебным процессором (SSP), оснащённым интерфейсом JTAG для настройки платы управления внутренней шиной, другие системы имеют интерфейс JTAG, но обычно он не используется. Хотя CS6400 строго требует SSP только при изменении конфигурации (например, плата ЦП извлекается для обслуживания), некоторые производные конструкции, в частности Sun Enterprise 10000, бесполезны без соответствующего SSP.
После приобретения Silicon Graphics компанией Cray Research в 1996 году подразделение Superserver (в настоящее время подразделение Cray Business Systems) было продано Sun. Это включало Starfire, преемника CS6400, который тогда находился в стадии разработки, который стал Sun Enterprise 10000.